# María Magdalena Campos Pons
María Magdalena Campos Pons (nacida en Matanzas, el 22 de julio de 1959) es una artista cubana contemporánea. A través del vídeo, el cine, la fotografía, la instalación y la performance, sus trabajos autobiográficos exploran temas de historia, memoria, género y religión y sus intersecciones en la identidad. Sus primeros trabajos durante la década de los 80' examinaron cuestiones relacionadas con la sexualidad, el lugar de la mujer en la sociedad y la representación de la mujer en la historia del arte. Su llegada a Estados Unidos durante los 90' le hicieron replantearse el significado de Cuba histórica, geográfica y socialmente, lo que derivó en la incorporación de temas relacionados con la trata transatlántica de esclavos, las plantaciones cubanas de índigo y azúcar, las prácticas religiosas católicas y de santería y los levantamientos revolucionarios.
Estudió Master in Fine Arts (MFA) y Studio Review at Concordia University, Montreal NSCAD, Halifax, Canadá. Profesionalmente desde 1986 a 1989 desempeñó la docencia como profesora de Pintura y Estética. Instituto Superior de Arte (ISA), La Habana. En el año 1992 fue curadora de Displacement Project. The Institute of Contemporary Art, Boston, Massachusetts. En 1995-1996 fue profesora invitada en Instalation 3d., Massachusetts College of Art, Boston, Massachusetts, EE. UU. Actualmente se desempeña como profesora del Departamento de Artes de la Universidad de Vanderlit, en donde lidera las áreas de Dibujo y performance.

## Exposiciones individuales
En 1989 efectúa su exposición individual "Acoplamientos". Galería L, La Habana, Cuba. En 1991 "Sangre negra/Black blood". Gallery Bruning, Montreal, Canadá, y "Amuletos/Amulets". Burnaby Art Gallery, Burnaby, Columbia Británica, Canadá. En 1997 exhibe "M.M. Campos Pons". New Work y Martha Schneider Gallery, Chicago, Illinois/Mario Diacono Gallery, Boston, Massachusetts, EE. UU., entre otras.

## Exposiciones colectivas
Ha participado en exposiciones colectivas entre las que se encuentran en 1984 El ISA Saluda la Bienal". Primera Bienal de La Habana. Galería L, La Habana, el XVIIIème Festival International de la Peinture. Château Musée de Cagnes sur Mer, Cagnes sur Mer, Francia. En 1989 "¿Arte Sexo?. Lo erótico en el arte" (colateral a la Tercera Bienal de La Habana). Facultad de Artes y Letras, Universidad de La Habana.
En 1993 expone en la Seventh Triennial Exhibition. Fuller Museum of Art, Brockton, Massachusetts, EE. UU. En 1997 lo hace en Africus 97. 2nd Johannesburg Biennale. Electric Workshop, Johannesburgo, Sudáfrica, y en el 2001 en la 49 Esposizione Internazionale d'Árte. La Biennale di Venezia. Venecia, Italia.

## Premios
Entre los principales premios que ha obtenido se encuentran en 1986 "Mención de Honor", en el XVIIIème Festival International de la Peinture, Château Musée, Cagnes Sur Mer, Francia. En 1990 Painting Fellowship, The Banff Centre for the Arts, Alberta, Canadá, en 1992 Foreign Visiting Artist Grant, Media Arts, Canada Council, Canadá, en 1994 Bunting Fellowship. Mary Ingraham Bunting Institute, Radcliffe Research and Study Center, Cambridge, Massachusetts, EE. UU. y en 1995 Art Reach 95 Award, National Congress of Art & Design, Salt Lake City, Utah, EE. UU. En 2021 recibió el premio Premio Pérez 2021 otorgado por el Pérez Art Museum Miami (PAMM).

## Colecciones
Su trabajo se encuentra en las colecciones Ludwig Forum für Internationale Kunst, Aquisgrán, Alemania, en el Museo de Bellas Artes, Caracas, Venezuela, en el Museo Nacional de Bellas Artes, La Habana, Cuba, en The Museum of Contemporary Art, Tokio, Japón, en The Museum of the National Center of African American Artists, Boston, Massachusetts, en el Museum of Fine Arts, Boston, Massachusetts, EE. UU. y en Vancouver Art Gallery, Vancouver, Columbia Británica, Canadá.